# Sergio Amidei
Sergio Amidei (Trieste, 30 ottobre 1904 – Roma, 14 aprile 1981) è stato uno sceneggiatore e produttore cinematografico italiano.

## Biografia

Durante la lavorazione di Roma città aperta. Da sinistra, Jone Tuzzi (sullo sfondo), Ubaldo Arata, Sergio Amidei e Roberto Rossellini.

Iniziò la sua carriera di scrittore cinematografico adattando la vita di personaggi storici in film quali Pietro Micca o Don Bosco, nel periodo immediatamente precedente lo scoppio della Seconda guerra mondiale.
Nel dopoguerra, l'avvento del movimento neorealista lo avvicinò a personaggi come Roberto Rossellini e Vittorio De Sica, coi quali collaborerà alla sceneggiatura di alcune delle principali opere del periodo, da Roma città aperta a Sciuscià. Svolse parallelamente anche l'attività di produttore e direttore di produzione; nel 1949 fondò a Roma la società di produzioni cinematografiche Colonna Film.
Candidato quattro volte al Premio Oscar, ottenne due David di Donatello e due Nastri d'argento. La città di Gorizia ha istituito il Premio Sergio Amidei, riconoscimento internazionale a lui dedicato, che premia i migliori sceneggiatori del panorama cinematografico mondiale.
Fu sentimentalmente legato, per un periodo, all'attrice Maria Michi. Muore il 14 aprile 1981 a Roma. È sepolto al cimitero monumentale del Verano.

## Filmografia
- Don Bosco, regia di Goffredo Alessandrini (1935)
- Pietro Micca, regia di Aldo Vergano (1938)
- Lotte nell'ombra, regia di Domenico Gambino (1938)
- Traversata nera, regia di Domenico Gambino (1939)
- La notte delle beffe, regia di Carlo Campogalliani (1939)
- Cose dell'altro mondo, regia di Nunzio Malasomma (1939)
- Arditi civili, regia di Domenico Gambino (1940)
- Cuori nella tormenta, regia di Carlo Campogalliani (1940)
- Dopo divorzieremo, regia di Nunzio Malasomma (1940)
- El marido provisional, regia di Nunzio Malasomma (1941)
- Il prigioniero di Santa Cruz, regia di Carlo Ludovico Bragaglia (1941)
- Il pozzo dei miracoli, regia di Gennaro Righelli (1941)
- L'ultimo ballo, regia di Camillo Mastrocinque (1941)
- Giungla, regia di Nunzio Malasomma (1942)
- Regina di Navarra, regia di Carmine Gallone (1942)
- Gioco pericoloso, regia di Nunzio Malasomma (1942)
- La bisbetica domata, regia di Ferdinando Maria Poggioli (1942)
- Don Cesare di Bazan, regia di Riccardo Freda (1942)
- Gelosia, regia di Ferdinando Maria Poggioli (1942)
- Gli ultimi filibustieri, regia di Marco Elter (1943)
- Sogno d'amore, regia di Ferdinando Maria Poggioli (1943)
- Il figlio del corsaro rosso, regia di Marco Elter (1943)
- T'amerò sempre, regia di Mario Camerini (1943)
- Harlem, regia di Carmine Gallone (1943)
- Tristi amori, regia di Carmine Gallone (1943)
- Addio, amore!, regia di Gianni Franciolini (1943)
- Il cappello da prete, regia di Ferdinando Maria Poggioli (1944)
- Roma città aperta, regia di Roberto Rossellini (1945)
- Fatalità, regia di Giorgio Bianchi (1947)
- Sciuscià, regia di Vittorio De Sica (1946)
- Paisà, regia di Roberto Rossellini (1946)
- Cronaca nera, regia di Giorgio Bianchi (1947)
- L'altra, regia di Carlo Ludovico Bragaglia (1947)
- Anni difficili, regia di Luigi Zampa (1948)
- Germania anno zero, regia di Roberto Rossellini (1948)
- Sotto il sole di Roma, regia di Renato Castellani (1948)
- Patto col diavolo, regia di Luigi Chiarini (1949)
- Stromboli terra di Dio, regia di Roberto Rossellini (1949)
- Domenica d'agosto, regia di Luciano Emmer (1950)
- Vita da cani, regia di Steno e Monicelli (1950)
- Parigi è sempre Parigi, regia di Luciano Emmer (1951)
- Le ragazze di Piazza di Spagna, regia di Luciano Emmer (1952)
- La macchina ammazzacattivi, regia di Roberto Rossellini (1952)
- Gelosia, regia di Pietro Germi (1953)
- Anni facili, regia di Luigi Zampa (1953)
- Villa Borghese, regia di Vittorio De Sica e Gianni Franciolini (1953)
- Elizabeth, episodio di Destini di donne, regia di Marcello Pagliero (1954)
- Cronache di poveri amanti, regia di Carlo Lizzani (1954)
- Terza liceo, regia di Luciano Emmer (1954)
- Le Lit de la Pompadour, episodio di Il letto, regia di Jean Delannoy (1954)
- La paura, regia di Roberto Rossellini (1954)
- Le signorine dello 04, regia di Gianni Franciolini (1955)
- Racconti romani, regia di Gianni Franciolini (1955)
- Una pelliccia di visone, regia di Glauco Pellegrini (1956)
- Peccato di castità, regia di Gianni Franciolini (1956)
- Il bigamo, regia di Luciano Emmer (1956)
- Il momento più bello, regia di Luciano Emmer (1957)
- Racconti d'estate, regia di Gianni Franciolini (1958)
- Il generale Della Rovere, regia di Roberto Rossellini (1959)
- Era notte a Roma, regia di Roberto Rossellini (1960)
- Viva l'Italia, regia di Roberto Rossellini (1961)
- Fantasmi a Roma, regia di Antonio Pietrangeli (1961)
- Una domenica d'estate, regia di Giulio Petroni (1962)
- Anni ruggenti, regia di Luigi Zampa (1962)
- Copacabana Palace, regia di Steno (1962)
- Il processo di Verona, regia di Carlo Lizzani (1963)
- Liolà, regia di Alessandro Blasetti (1964)
- La vita agra, regia di Carlo Lizzani (1964)
- La fuga, regia di Paolo Spinola (1964)
- L'estate, regia di Paolo Spinola (1966)
- Fumo di Londra, regia di Alberto Sordi (1966)
- Scusi, lei è favorevole o contrario?, regia di Alberto Sordi (1966)
- Maigret à Pigalle, regia di Mario Landi (1966)
- Cinque marines per Singapore (Cinq gars pour Singapour), regia di Bernard Toublanc-Michel (1967)
- Il medico della mutua, regia di Luigi Zampa (1968)
- Colpo di sole, regia di Mino Guerrini (1968)
- Il prof. dott. Guido Tersilli primario della clinica Villa Celeste convenzionata con le mutue, regia di Luciano Salce (1969)
- Il presidente del Borgorosso Football Club, regia di Luigi Filippo D'Amico (1970)
- Detenuto in attesa di giudizio, regia di Nanni Loy (1971)
- La più bella serata della mia vita, regia di Ettore Scola (1972)
- Anastasia mio fratello, regia di Steno (1973)
- Gran bollito, regia di Mauro Bolognini (1977)
- Un borghese piccolo piccolo, regia di Mario Monicelli (1977)
- Il testimone (Le témoin), regia di Jean-Pierre Mocky (1978)
- Storie di ordinaria follia, regia di Marco Ferreri (1981)
- Il mondo nuovo, regia di Ettore Scola (1982)

## Riconoscimenti
- David di Donatello
  - 1982: migliore sceneggiatura – Storie di ordinaria follia
  - 1983: migliore sceneggiatura – Il mondo nuovo
- Nastro d'argento
  - 1954: miglior sceneggiatura – Anni facili
  - 1977: miglior sceneggiatura – Un borghese piccolo piccolo
- Premio Flaiano
  - 1978: premio per la sceneggiatura
- Premio Oscar
  - 1947: Candidatura alla miglior sceneggiatura originale per Roma città aperta
  - 1948: Candidatura alla miglior sceneggiatura originale per Sciuscià
  - 1950: Candidatura alla miglior sceneggiatura originale per Paisà
  - 1962: Candidatura alla miglior sceneggiatura originale per Il generale della Rovere